# Крымская колонна
Кры́мская (Сиби́рская) коло́нна — памятник в городе Пушкине (Санкт-Петербург). Была воздвигнута по проекту, предположительно, А. Ринальди в составе комплекса зданий Запасного двора и кордегардий, построенного в 1770-х годах за границей Екатерининского парка, на территории, впоследствии отнесённой к Баболовскому парку. Колонна была поставлена после Кючук-Кайнарджийского мира, вероятно — в память о покорении Крыма в годы русско-турецкой войны 1768—1774 годов. После присоединения Крыма к Российской империи в 1783 году монумент дополнила скульптурная композиция из бронзовых трофеев по рисунку Г. И. Козлова, установленная на вершине колонны.
Памятник, стоящий на гранитном основании, был изготовлен из цельного монолита «сибирского» мрамора, добытого на Урале, под Екатеринбургом. Крымская колонна стала одним из целого ряда воинских мемориалов, появившихся в Царском Селе в 1770-х годах и связанных с русско-турецкой войной 1768—1774 годов.

## История
В середине 1774 года между Россией и Османской империей был заключён Кючук-Кайнарджийский мирный договор, завершивший русско-турецкую войну 1768—1774 годов. В 1774—1776 годах в Царском Селе по проекту архитектора В. И. Неелова было построено здание Дворцового запасного двора с кордегардией для солдат гвардии, которые в период пребывания в резиденции императорского двора несли здесь караул. Ансамбль Запасного двора «с башенками» по своей архитектуре был чем-то близок к мавританскому стилю и напоминал здания Константинополя (по словам, например, Я. К. Грота), что дало повод уже исследователям XX века предположить смысловую связь между данной постройкой и победоносным завершением русско-турецкой войны.
Запасной двор находился за пределами Екатерининского парка, однако его от парка отделяла лишь дорога, засаженная липами (сейчас это Парковая улица; решётчатая ограда была возведена позднее). Таким образом, здание, ориентированное фасадом на восток, что тоже могло быть определённым символом, включалось в планировку парка, ограничивая его на участке между Подкапризовой дорогой (её продолжение — Баболовское шоссе) и Орловскими (Гатчинскими) воротами, построенными в 1777—1782 годах.

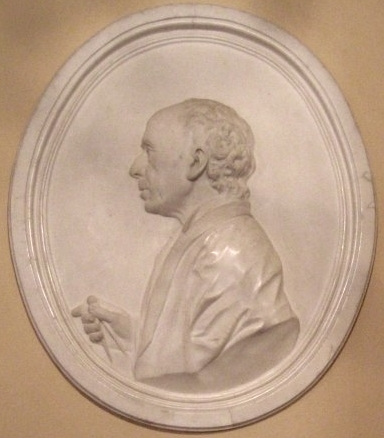
А. Ринальди. Барельеф Ф. И. Шубина в Проходной Ринальди Большого Гатчинского дворца

В 1777 году перед комплексом Запасного двора по приказу Екатерины II была поставлена мраморная колонна, впоследствии известная как «Крымская». Она стояла в центре треугольной площади, которую с двух сторон окаймляли две группы зданий. Автор памятника точно не установлен. Исследователь творчества итальянского архитектора Антонио Ринальди Д. А. Кючарианц в своей книге о нём (1976 год) предположила, что именно ему принадлежит авторство проекта Крымской колонны. А. Ринальди создал в Царском Селе целый ряд монументально-декоративных сооружений из камня — прежде всего, мемориальных памятников, а также верстовых столбов. Соотношение элементов композиции монумента (колонна, постамент, основание) роднит Крымскую колонну с двумя другими мемориальными колоннами царскосельских парков — Чесменской и Морейской. Обе они, с разной степенью определённости, относятся к числу работ Ринальди.
Каменный монолит под колонну был вырублен на Урале, на мраморном месторождении у села Горный Щит. Затем он был обработан на шлифовальной фабрике в Екатеринбурге и после доставлен в Санкт-Петербург, в мастерскую Конторы строения Исаакиевского собора, где под контролем начальника конторы графа Я. А. Брюса отделка колонны была завершена.
16 марта 1777 года готовая колонна была перевезена из Петербурга в Царское Село. Автор путеводителя по Царскому Селу начала XX века С. Н. Вильчковский приводит описание этого путешествия, помещённое в одном из номеров «Московских ведомостей» за 1777 год (аналогичное описание, по некоторым данным, было и в «Санкт-Петербургских ведомостях»). Согласно ему, колонна весила 1950 пудов (31,2 тонны). Она была положена на сани из брусьев длиной 16 аршин, которые тащили 120 лошадей. Перевозка заняла 7 часов 45 минут — с 8 часов 15 минут утра до 16 часов. Из Екатерининского дворца за ней наблюдали сама Екатерина II с сыном, великим князем Павлом Петровичем, и невесткой, великой княгиней Марией Фёдоровной. В честь успешного завершения сложного предприятия Екатерина повелела выдать мастерам и работникам, осуществлявшим перевозку, 800 рублей. Статский советник Сомичев, руководивший рабочими, был награждён золотой с бриллиантами табакеркой.
«Во время же, как оную колонну везли чрез город, улицы наполнены были зрителями, которые удивлялись без затруднения движимой тяжести, тем наипаче, что в том находили образ неусыпных попечений о славе своих подданных Великой Екатерины: которая не довольствуется великих дел творением, но при том тщится сохранить оные в бесконечной памяти счастливых потомков наших».

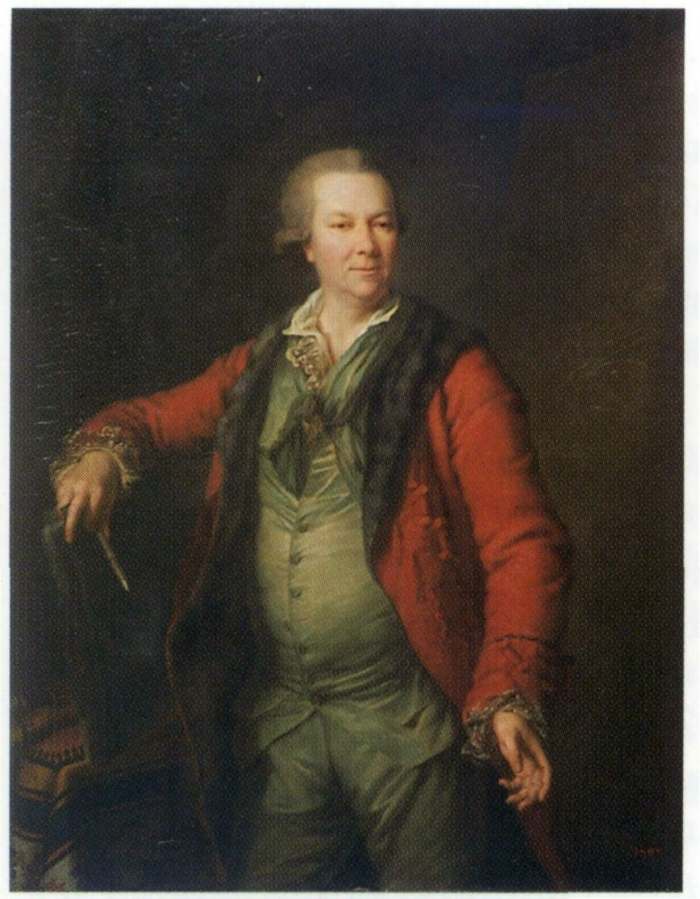
Г. И. Козлов. Портрет работы Л. С. Миропольского, 1780-е годы

В июле 1777 года колонна была поднята на постамент. За ней первоначально закрепилось название «Сибирской», поскольку место, где мраморная заготовка для памятника была вырублена, в восприятии современников было частью Сибири (например, Екатерина II в письме Вольтеру писала ещё в августе 1771 года о «прекраснейших мраморах, которым даже итальянцы удивляются… из сибирского города Екатеринбурга»). В 1830 году один из первых историков Царского Села И. Ф. Яковкин объяснял название колонны тем, что монумент был якобы воздвигнут «в воспоминание завоевания края Сибирского». Однако С. Н. Вильчковский писал, что колонна ставилась «в воспоминание покорения Крыма» (имеется в виду, вероятно — в период русско-турецкой войны 1768—1774 годов). О памятнике в честь «взятия Крыма» в процитированном письме — то есть, за 6 лет до его фактической установки — говорила и императрица Екатерина.
Через несколько лет после сооружения мемориала, в 1783 году, Крым вошёл в состав России. После этого колонна получила скульптурное завершение. Декоративно-символическая композиция, составленная из трофеев, была разработана художником Г. И. Козловым и отлита из бронзы на Петербургской бронзовой казённой фабрике. Своё место на вершине сооружения она заняла 22 октября 1785 года. Колонна, таким образом, стала называться также «Крымской». Существует мнение, что это один из немногих памятников присоединению Крыма к империи на территории России.
Крымская колонна относится к группе воинских мемориалов, появившихся в царскосельских парках в 1770-х годах и связанных с событиями русско-турецкой войны. Кроме упомянутых Чесменской (в память о Чесменском сражении) и Морейской (в память о военных действиях на полуострове Морея) колонн, это Кагульский обелиск, посвящённый победе в сражении при Кагуле (автор — по всей видимости, тот же А. Ринальди), Башня-руина архитектора Ю. М. Фельтена, служащая ещё одним своеобразным мемориалом победам русского оружия в войне с турками, Красный, или Турецкий, каскад (авторы — В. И. Неелов и И. К. Герард) и не дошедший до наших дней Tурецкий киоск, созданный по проекту И. В. Неелова после возвращения из Турции посольства князя Н. В. Репнина. Искусствовед А. Н. Петров объединял данные сооружения в рамках так называемого «Турецкого комплекса» в Царском Селе. Екатерина II в письме Вольтеру так высказалась об этих монументах: «Когда война сия (турецкая) продолжится, то Царскосельский мой сад будет походить на игрушечку — после каждого славного воинского деяния воздвигается в нём приличный памятник».

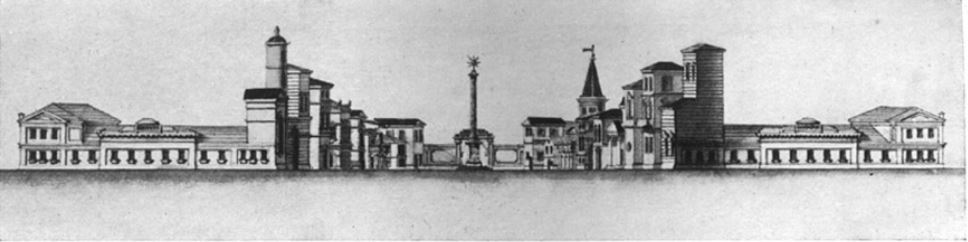
Комплекс Запасного двора с Крымской колонной в центре во времена Екатерины II

В 1817 году территория, на которой располагается Крымская колонна, по некоторым данным, была присоединена к Баболовскому парку. Во времена И. Ф. Яковкина в здании Дворцового запасного двора размещались также конюшни лейб-гвардии Гусарского полка. В дальнейшем, в период до конца XIX века, ансамбль Запасного двора перестал существовать, первоначальное архитектурное окружение памятника оказалось, таким образом, полностью утрачено.
В начале XX века на том месте, где находился Запасной двор с кордегардиями — за столбовой дорогой, отделяющей Баболовский парк от Екатерининского, на лугу среди сосен у Крымской колонны — был возведён Дом призрения увечных воинов императрицы Александры Фёдоровны (1905—1906 годы, архитектор С. А. Данини). Рядом с самой колонной был построен небольшой кирпичный дом для двух семей инвалидов. Впоследствии в перестроенных зданиях бывшего Дома призрения разместилась клиника Научно-исследовательского детского ортопедического института имени Г. И. Турнера, на территории которой Крымская колонна стоит до сих пор. Высказывалась, однако, идея перенести колонну в Екатерининский парк, поскольку внутри больничного городка она соседствует с «маловыразительной застройкой», и доступ к монументу затруднён.

## Описание
Общая высота памятника составляет 16,57 м, из них высота колонны — 10,55 м. Монументальные сооружения А. Ринальди, как правило, установлены на многоступенчатом основании. Крымская колонна имеет трёхступенчатый стилобат из серого гранита. В 1970-х годах, когда колонну описывала Д. А. Кючарианц, он просматривался хуже, создавалось ощущение, что пьедестал памятника находится непосредственно на уровне земли.
Нижний плинт постамента изготовлен из серого мрамора с белыми вкраплениями. Мрамор этой части монумента имеет интенсивный цвет и крупный рисунок. Остальная часть пьедестала — тёмно-серого мрамора, с лёгким розоватым оттенком. Для ствола колонны использован светло-серый («светло-голубой», «почти белый», «синий с белыми прожилками») горнощитский мрамор, который был отполирован. В целом памятник выдержан в светлых тонах. Колонна на пьедестале оформлена в соответствии с канонами римско-дорического ордера.
Литая бронзовая скульптурная композиция по рисунку Г. И. Козлова, венчающая монумент, имеет высоту 2,55 м. И. Ф. Яковкин приводит также её вес — 156 пудов 38 фунтов. Она представляет собой группу так называемых трофеев — в данном случае, турецких («магометанских») воинских символов. Это бунчуки, лук, колчан со стрелами, щит и знамёна с полумесяцами.